# Veronica Alexandra Tecaru
Veronica Alexandra Tecaru (n. 14 ianuarie 1984), cunoscută sub numele de Veronika, este o cântăreață de muzică pop-dance din România. Lora s-a născut în Galați. 
În anul 2006, s-a înființat formația Wassabi, sub îndrumarea lui Marius Moga. Wassabi s-a lansat cu piesa "Have some fun with Radio 21", imnul Radio 21 din acel an.
Fetele din formație au lansat mai multe piese în 2007, cu speranța de a reprezenta România la concursul internațional de muzică Eurovision. Deși piesele lor au fost votate, ele nu au reușit să-și împlinească visul. Trupa s-a destrămat iar Veronika se lansează solo cu piesa "Superstars" alături de Julian M.

## Albume
Wassabi 
- Have some fun with radio 21 (2006) Roton Music
- Do the Tango                (2007) Eurovision
- Și m-am îndrăgostit de tine (2008) Roton Music
- Lonley Girl                 (2008) Roton Music
- Don't go baby               (2009) Roton Music

## Solo
- Superstars (Feat Julian M.)           (2012) MediaPro MUsic
- Made in inima ta (Feat.Sonny Flame)   (2014) Cat Music

## Videoclipuri
- http://www.youtube.com/watch?v=VYytqBQDgPw
- http://www.youtube.com/watch?v=eaKoccR1SDE&feature=relmfu
- http://www.youtube.com/watch?v=b-5TXnQ5pOA